# Les Indiscrètes
Pour plus de détails, voir Fiche technique et Distribution.
Les Indiscrètes est un film français de Raoul André sorti en 1956.

## Synopsis
Élisabeth (Nicole Berger) assiste à un accident de voiture. Le conducteur a juste le temps de lui remettre un paquet destiné au Docteur Fleury (Franck Villard). Le paquet s'avère contenir 25 millions.

## Fiche technique
- Titre : Les Indiscrètes
- Réalisation : Raoul André, assisté de Claude Clément
- Scénario : Raymond Caillava
- Décors : Louis Le Barbenchon
- Photographie : André Germain
- Montage : Gabriel Rongier
- Son : Jean Bertrand
- Musique : Daniel White
- Société de production : Eole Productions
- Directeur de la production : Martial Berthot
- Société de distribution : Jeannic Films
- Pays :  France
- Format : Noir et blanc - 1,37:1 - 35 mm - Son mono
- Genre : Comédie
- Durée : 90 min
- Date de sortie : 
  - France - 16 mars 1956
- Affiche : Roger Rojac (France)

## Distribution
- Franck Villard : Le Docteur Fleury
- Nicole Berger : Élisabeth Langeac
- Louise Carletti : Hélène
- Dany Carrel : Françoise
- Raymond Cordy : Martin
- Simone Berthier : Juliette, la pâtissière
- Betty Stresa : Paulette
- André Roanne : Barrère
- Jean Lefebvre : Laroche
- Paul Demange : Gustave
- René Havard : Maurice
- Paul Péri : René
- Alain Bouvette : Leblanc
- Jean Marchat : un homme
- Abel Jacquin : Commissaire Lefaure
- André Versini : l'employé du commissariat
- Jacques Mareuil : un homme
- Henri Nassiet
- Albert Duvaleix
- Simone Logeart
- Roger Legris : le premier facteur
- Paul Azaïs
- Laurent Dauthuille
- Jean Balthazar
- Suzet Maïs
- Daniel Cauchy
- Maurice Régamey
- Pierre Trabaud
- Marcel Mouloudji
- René Blancard
- Pierre Mondy : Albert
- François Joux
- Harry-Max : le vieil homme
- Robert Le Béal
- Jeanne Rollette